# Tito Atilio Rufo Ticiano
Tito Atilio Rufo Ticiano (en latín, Titus Atilius Rufus Titianus) fue un senador romano del siglo II que desarrolló su carrera política bajo los imperios de Trajano, Adriano y Antonino Pío.

## Carrera Política
Su primer cargo conocido fue el de consul ordinarius en 127, bajo Adriano. Ya en época de Antonino Pío, conspiró contra este emperador para ocupar el trono; pero descubierto, fue juzgado por el Senado y condenado a muerte. También fue sometido a la damnatio memoriae.